# When All Else Fails
When All Else Fails è un album della punk rock band californiana Bracket. È stato pubblicato nel maggio del 2000 dalla Fat Wreck Chords.

## Tracce
1. Everyone Is Telling Me I'll Never Win, If I Fall in Love with a Girl From Marin – 2:37
2. Parade – 2:20
3. No Brainer – 2:11
4. Spazz – 3:11
5. Cynically Depressed – 3:23
6. Warren's Song, Pt. 9 – 2:55
7. Me vs. The World – 3:19
8. You/Me – 2:27
9. S.O.B. Story – 3:19
10. Happy Song – 3:57
11. Suicide Note – 3:08
12. Yoko Oh-No – 3:44
13. Place in Time – 1:58

## Formazione
- Marty Gregori – voce e chitarra
- Larry Tinney – chitarra
- Zack Charlos – voce e basso
- Ray Castro – batteria